# Santa-Lucia-di-Mercurio
Santa-Lucia-di-Mercurio (korsisch Santa Lucia di Mercuriu; italienisch Santa Lucia di Mercurio) ist eine Gemeinde auf der französischen Insel Korsika. Sie gehört zur Region Korsika, zum Département Haute-Corse, zum Arrondissement Corte und zum Kanton Golo-Morosaglia. Die Bewohner nennen sich Santalucciaci.

## Geografie
Santa-Lucia-di-Mercurio liegt auf 894 Metern über dem Meeresspiegel im korsischen Gebirge. Nachbargemeinden sind Tralonca und Lano im Nordwesten, Rusio im Norden, Castellare-di-Mercurio im Osten, Favalello im Südosten, Poggio-di-Venaco im Süden sowie Corte im Südwesten.

## Bevölkerungsentwicklung
| Jahr      | 1962 | 1968 | 1975 | 1982 | 1990 | 1999 | 2006 | 2012 |
| --------- | ---- | ---- | ---- | ---- | ---- | ---- | ---- | ---- |
| Einwohner | 178  | 170  | 104  | 100  | 66   | 69   | 85   | 97   |